# Canon de 4,7 pouces QF Mk I - IV
Le canon de 4,7 pouces QF Mk I - IV est un canon conçu par Elswick Ordnance Company pour le Royaume-Uni à la fin du XIXe siècle. Destiné à la Royal Navy, où il équipe la plupart des croiseurs et des pré-dreadnought de cette période, il est aussi utilisé comme artillerie de campagne et comme artillerie côtière. Exporté vers l'empire du Japon et le royaume d'Italie, il y équipe les croiseur et destroyers.

## Conception
Les premières versions tirent des projectiles de 30 livres (14 kg), puis de 36 livres, 40 livres et enfin 45 livres (20 kg). Les variantes Mk I à Mk IV sont balistiquement identiques mais leur conception évolue, notamment par l'introduction à cette époque du canon à fil d'acier par la Elswick Ordnance Company. Le Mk I est ainsi fretté, et le nombre de ces frettes diminue avec les versions. Le Mk IV est partiellement enroulé de fil d'acier chemisé.

## Utilisation

### Royaume-Uni
En 1914, il s'agit du canon de 4,7 pouces standard de la Royal Navy équipant les croiseurs et les navires plus petits. Il est néanmoins monté sur le transport d'hydravions HMS Campania (1914), sur le mouilleur de mines HMS Princess Margaret, et sur le destroyer HMS Afridi (en) lors de sa refonte en 1917. Durant la Première Guerre mondiale, il est monté sur des croiseurs auxiliaires, des sloops.
Ce sont 1 167 canons en tout qui sont construits, 776 directement pour la Royal Navy, et 110 transférés depuis la British Army.

### Italie
Ansaldo achète plusieurs canons de 4,7 pouces pour les monter comme armement secondaire sur les croiseurs cuirassés qu'elle construit dans les années 1900, comme ceux de la classe Vettor Pisani. Pendant la Seconde Guerre mondiale, certains de ces canons sont utilisés sur les navires capitaux pour tirer des obus éclairants.

### Japon
L'empire du Japon obtient de produire sous licence le canon de 4,7 pouces, sous le nom de canon de 12 cm Type 41.

### France
En novembre 1916, la Marine française commande douze torpilleurs au Japon, qui les livre en 1917. Cette classe Arabe possède un canon de 12 cm Type 41 en armement principal.